# Kia Credos
La Kia Credos est une berline familiale du constructeur automobile sud-coréen Kia produite de 1995 à 2001. Elle remplace la Concord et elle est commercialisée sous le nom Clarus à l'export. Elle existe en berline 4 portes et en break Wagon.
En 1998, elle est remplacée par la Kia Magentis, sauf que sa production continue jusqu'en 2001.

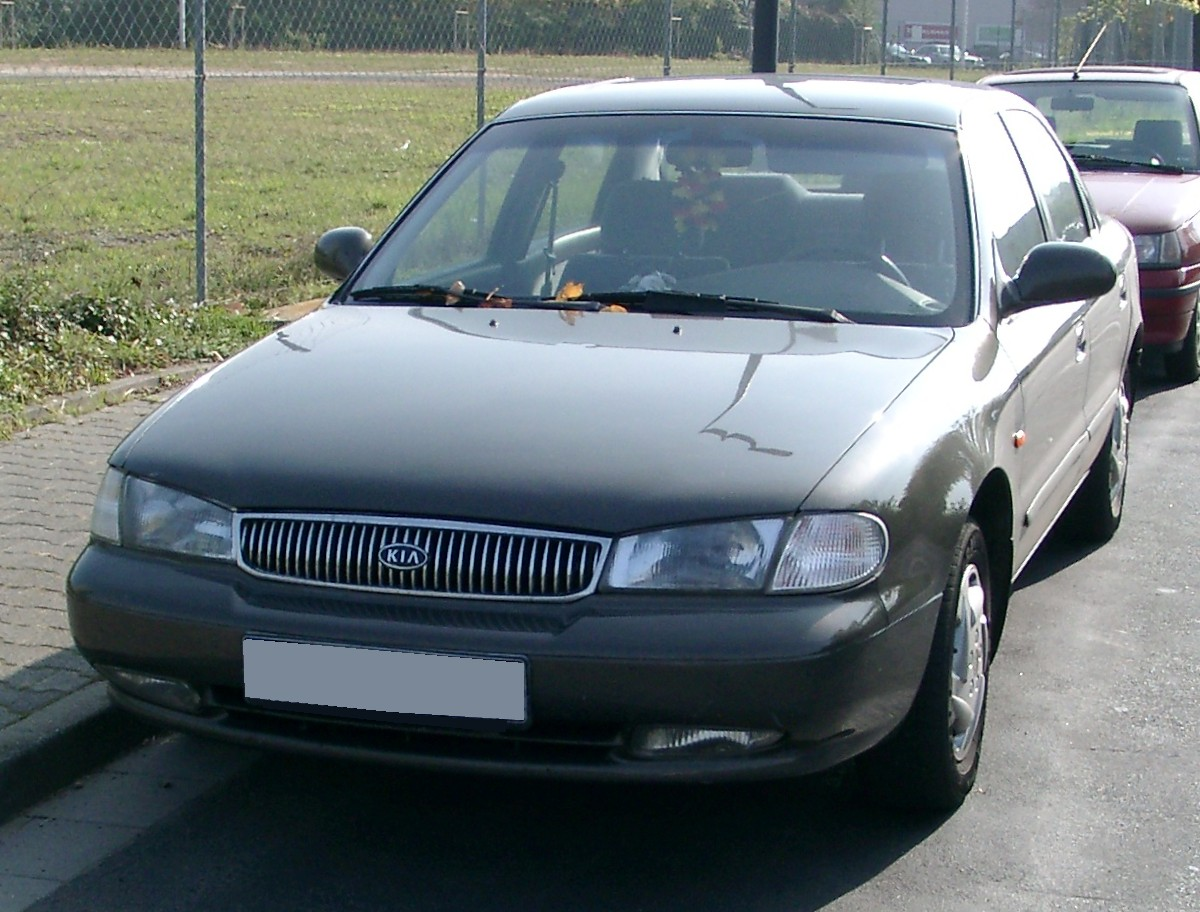
Kia Clarus 4 portes
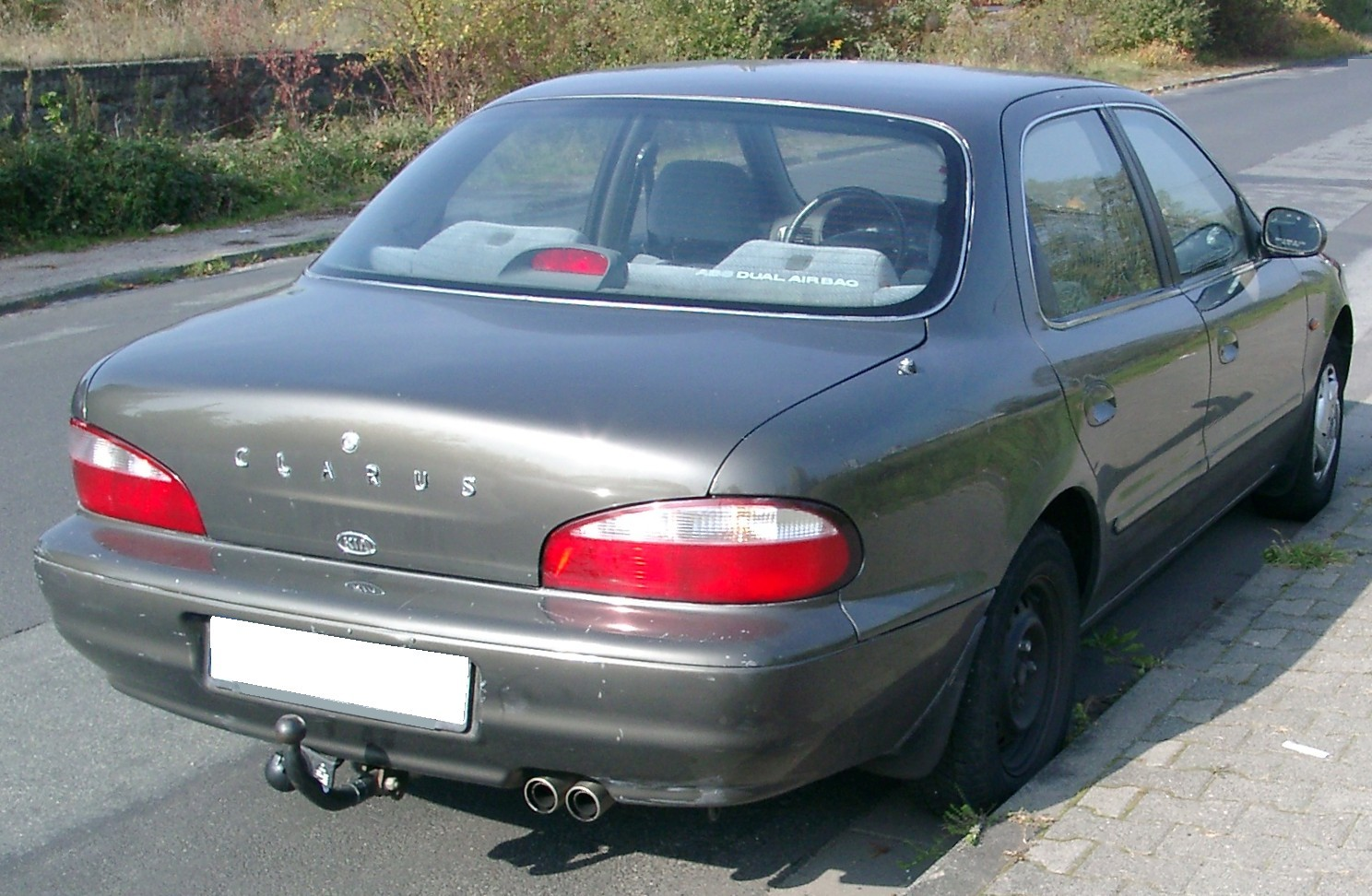
Kia Clarus 4 portes
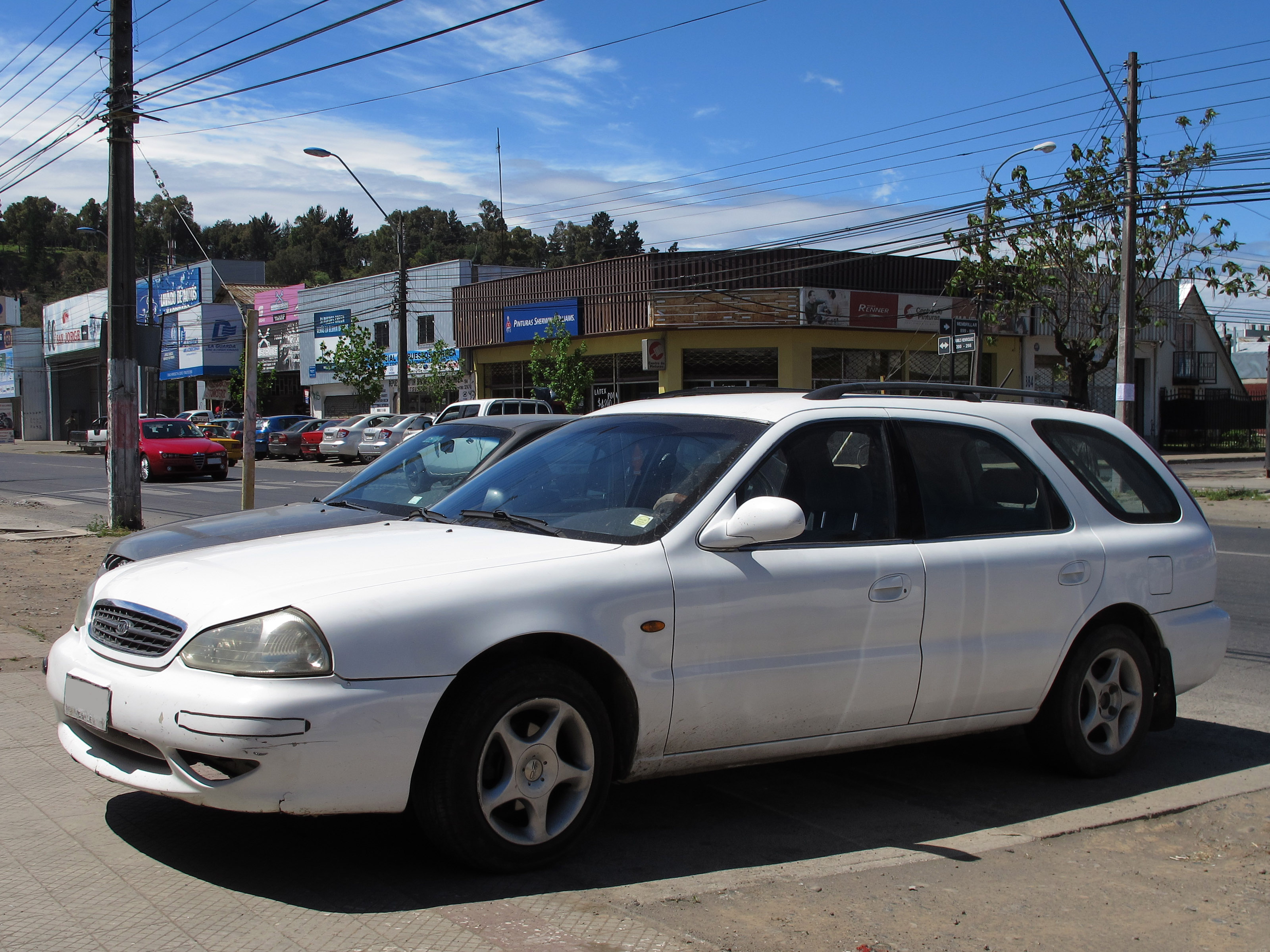
Kia Clarus break Wagon